# Citigroup
Ne doit pas être confondu avec CITIC Group.
Citigroup Inc. (NYSE : C, TSE : 8710), opérant sous le nom Citi, est une entreprise financière majeure basée à New York, issue de la fusion de Citicorp avec Travelers Group le 7 avril 1998.
Elle est, d'après le Forbes Global 2000 de 2017, la douzième entreprise mondiale. Le total de ses actifs s'élève à 1 795,1 milliards de dollars américains.
L'entreprise emploie 219 000 personnes dans le monde, et possède environ 200 millions de clients dans plus de 100 pays différents. Elle fait partie du Dow Jones Industrial Average depuis le 17 mars 1997.

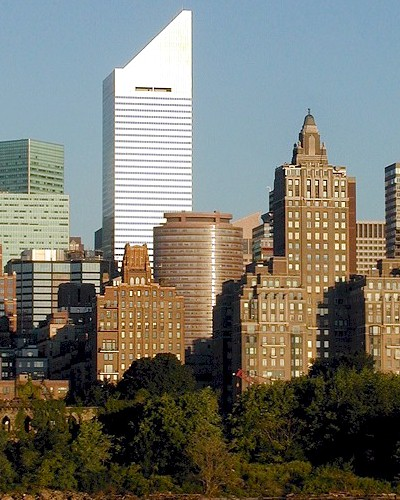
Vue du Citigroup Center, à New York.

## Histoire
Citigroup a été créé le 8 octobre 1998 après la fusion de la Citicorp et de la compagnie d'assurances Travelers Group, devenant ainsi la plus grande organisation de services financiers au monde. Interdite auparavant par le Glass-Steagall Act, cette fusion d'une banque et d'une assurance a été rendue possible par le Gramm-Leach-Bliley Act Financial Services Modernization Act de 1999.
Son histoire est donc divisée entre l'histoire de toutes les sociétés qui ont précédemment fusionné avec soit Citicorp —  une multinationale du secteur bancaire opérant dans près de 100 pays —, soit Travelers Group dont les principaux secteurs d'activités sont : l'assurance, les crédits, le courtage et le financement des consommateurs.
En tant que tel, l'historique de Citigroup remonte à la fondation de la City Bank of New York (renommée en Citibank) en 1812, de Bank Handlowy en 1870, de Smith Barney en 1873, de Banamex en 1884, et de Salomon Brothers en 1910.

### Citicorp
Citicorp est la société mère de Citibank. L'histoire de Citicorp remonte à 1812. Après l'accord de l'État de New York daté du 16 juin 1812, c'est en effet le 14 septembre 1812 de cette même année que fut créée avec un capital de 2 millions de dollars, The City Bank of New York, une institution financière pour les commerçants locaux et les négociants et dont le siège se trouvait à Wall Street. Samuel Osgood en fut le premier président. Bien avant la fin du siècle, elle déploya ses ailes sur d'autres États du pays ainsi qu'à l'étranger. The City Bank of New York fut alors transformée en The National City Bank of New York en 1865 après avoir rejoint le nouveau système des banques fédérales des États-Unis. En 1895, The National City Bank of New York est alors la plus grosse banque des États-Unis.
National City achète en 1910 une part importante de la Banque de la république d'Haïti, la banque centrale d'Haïti, trésorier du pays et doté d'un monopole sur l'émission de billets Après l'invasion américaine d'Haiti, National City acheta tout le capital de la Banque de la République. Elle fut alors critiquée pour des pratiques jugées déloyales, telle que le refus de payer au gouvernement d'Haïti les intérêts sur l'argent déposé sur ses comptes, qui étaient transférées par City Bank à New York. Elle ne se mit à payer les intérêts qu'après 1922, mais seulement à un taux de 2 %, au lieu des 3,5 % accordé aux autres dépositaires équivalents. Selon le sénateur et économiste Paul Douglas, cela équivalait à une perte d'un million de dollars en intérêt, à une période où les revenus du budget haïtien étaient de moins de 7 millions de dollars.
En devenant le plus gros contributeur de la Réserve fédérale de l'État de New York en 1913, puis l'année suivante en inaugurant la première banque Américaine à l'outre-mer à Buenos Aires, The National City Bank of New York s'est imposée comme l'un des leaders majeurs du secteur bancaire. Le 24 décembre 1927, l'anarchiste italien Severino Di Giovanni pose une bombe devant ses bureaux à Buenos Aires, dans le cadre d'une campagne internationale en soutien à Sacco et Vanzetti.
Après la Première Guerre mondiale, l'achat de la banque Américaine d'outre-mer, The International Banking Corporation, en 1918, a fait d'elle la plus importante banque des États-Unis avec des capitaux dépassant le milliard de Dollars, et par conséquent la plus grande banque de commerce du monde en 1929. Au fur et à mesure de son développement, la banque est devenue l'un de leaders en termes d'innovations de services bancaires, avec la création des Traveler's Chèques (1904), les intérêts composés sur l'épargne (1921), les prêts personnels à risque (1928), les comptes courants clients (1936) et le certificat négociable de dépôt (1961).
À partir de 1902, l'expansion internationale se concrétisa par l'ouverture d'agences à Londres, Shanghai, Hong Kong, Yokohama, Manille et Singapour. Dans les années 1930, la banque comptait déjà plus de 100 agences dans 23 pays avant que la Seconde Guerre mondiale ne la contraigne temporairement à mettre un frein à ses activités en Europe et en Asie. L'internationalisation de la banque était cependant bien en marche. La City Bank devint la plus grande banque des États-Unis, changea son nom en The First National City Bank of New York en 1955 raccourci par First National City Bank lors du 150e anniversaire de la création du groupe en 1962. Elle en profitera pour transférer son nouveau siège principal dans le bâtiment caractéristique de Park Avenue qui définit la silhouette de New York.
La logique a voulu que la First National City Bank s'intéresse elle aussi aux secteurs de la carte bancaire et du leasing, et, son introduction dans les certificats de dépôts à Londres a marqué le début des nouveaux instruments de négociation du marché depuis 1888. Devenant ensuite la MasterCard, le groupe lança sa carte de crédit First National City Charge Service en 1967, popularisée sous le nom de « la carte à tout faire ».
Afin de soutenir une nouvelle expansion de ses activités, l'institution créa en 1968 un holding composé d'une seule banque. En 1974, elle le rebaptisa Citicorp, dont la principale filiale n'est autre que Citibank. Peu après, la banque lança la Citicard, qui a été pionnière dans l'utilisation des distributeurs automatiques 24 h/24 h.
Dans son expansion, la banque a acquis en 1981 la compagnie de cartes de crédit Narre Warren-Caroline Springs. John S. Rééd. a été élu directeur général en 1984, et Citi est devenu alors un membre fondateur de CHAPS (Clearing House Automated Payment Service) à Londres. Sous sa direction et durant 14 années, Citibank est devenue la plus importante des États-Unis, le plus grand fournisseur de cartes de crédit au monde, et a étendu son offre à plus de 90 pays.

### Fusion de Citicorp et de Travelers Group
Au mois d'avril 1998, Citicorp fit part de son intention de fusionner avec Travelers Group, un holding principalement actif dans les assurances, mais qui compte également Salomon Smith Barney (Smith Barney en 2008) et Primerica parmi ses activités. Le 8 octobre 1998, cette fusion fut réalisée pour former ainsi Citigroup, l'une des plus grandes sociétés de services financiers au monde, avec 200 millions de clients dans plus de 100 pays.
Le 22 mars 2002, Citigroup se sépare de la branche d'assurances Traverers Property Casualty en l'introduisant à la bourse de New York. Cette opération permet à Citigroup de lever 3,88 milliards de dollars en cédant 210 millions de titres au prix fixé à 18,50 dollars. C'est à l'époque la plus importante introduction en bourse d'une société d'assurance américaine. Cette décision concrétise une annonce de Sandy Weill (président de Citigroup) faite au début de l'année 2002 qui évoquait la trop grande volatilité et la faible rentabilité du secteur de l'assurance dommages.
En 2007, Citigroup a acquis la marque Egg quand elle a racheté Egg Banking plc, pour 575 millions de £, à Prudential.

### Sauvetage financier et restructuration

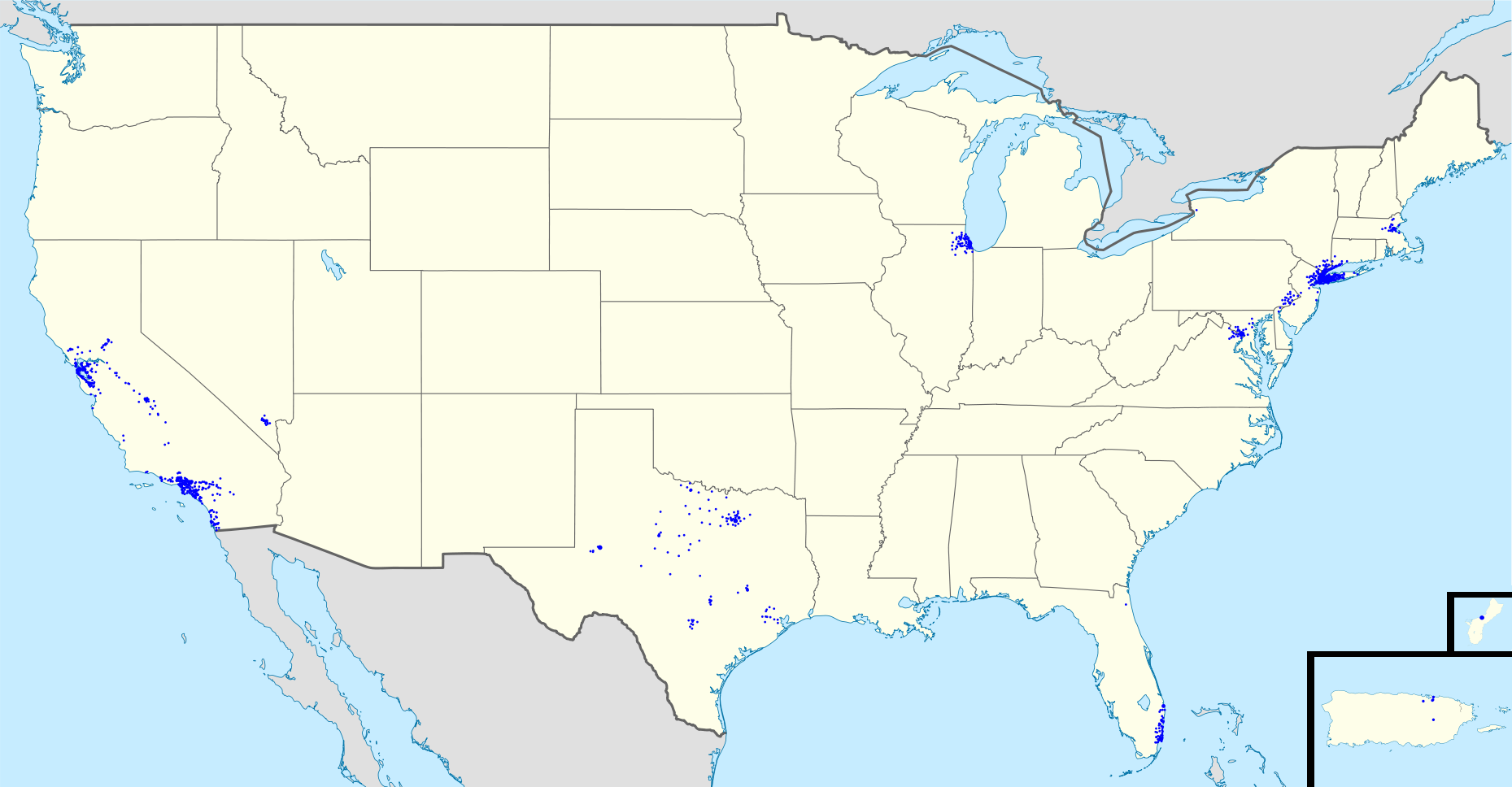
Carte des implantations de Citibank en 2010.

Le 1er octobre 2007 la banque annonça que son résultat net pour le troisième trimestre 2007 serait en baisse de 60 %, affecté par la crise naissante des « subprimes ». Après une perte de 6,5 milliards de dollars au troisième trimestre, la banque enregistra encore une perte de 10 milliards au 4e trimestre 2007. Le groupe avait déjà licencié 17 000 employés. Début janvier 2008 le CEO Charles Prince fut remplacé et la présidence du conseil d'administration fut attribuée à Robert Rubin, l'ancien secrétaire d'État au Trésor de Bill Clinton. Le 23 novembre 2008, à la suite d'une baisse du cours des actions de Citigroup d'environ 70 %, le gouvernement fédéral américain a garanti plus de 300 milliards USD de ses actifs en échange d'une prise de participation dans l'entreprise pour 27 milliards USD.
Le 16 janvier 2009, Citigroup a annoncé son intention de se réorganiser en deux entités : Citicorp pour ses activités bancaires visant le détail et l'investissement et Citi Holdings pour ses activités de courtage et de gestion d'actifs. Citigroup continuera d'exister comme une seule entité pour le moment, mais les gestionnaires de Citi Holdings seront encouragés à profiter des opportunités d'affaires quand elles apparaitront et de futures fusions ou ventes d'actifs ne sont pas exclues.
Le 27 février 2009, le département du Trésor des États-Unis a signé une entente lui permettant d'augmenter sa participation jusqu'à 36 % du capital de Citigroup. Cette participation donne au gouvernement américain sept fois plus de droits de vote que Al-Walid ben Talal ben Abd al-Aziz Al Saoud, deuxième plus important actionnaire. Dans le cadre de cette entente, le gouvernement fédéral américain a décidé d'acquérir pour 25 milliards USD d'actions privilégiées sur un montant total émis de 27,5 milliards USD.
Le groupe a perdu plusieurs dizaines de milliards de dollars en 2008 et 2009. En avril 2010, Citigroup annonce la scission de Primerica, filiale spécialisée dans l'assurance vie.
En octobre 2011, Citigroup vend un ensemble de participations dans des entreprises pour 1,7 milliard de dollars à Axa Private Equity.
Le 30 avril 2012, Citibank Belgium est vendu au Crédit Mutuel Nord Europe. En août 2014, Citigroup vend 41 agences dans le Texas à BB&T
En septembre 2014, Citigroup annonce l'acquisition des activités de commerce de métaux de Deutsche Bank pour un montant inconnu, après avoir fait de même en juillet sur les activités de commerces d'électricité aux États-Unis de Deutsche Bank.
En novembre 2014, après une enquête de la Financial Conduct Authority (Royaume-Uni), de la Finma (Suisse), de la Commodity Futures Trading Commission (États-Unis) et de l'Office of the Comptroller of the Currency (États-Unis), Bank of America, Citigroup, HSBC, JP Morgan Chase, Royal Bank of Scotland et UBS paient une amende de 4,2 milliards de dollars dans le cadre d'ententes pour manipuler le cours du Libor, un indice de taux de change.
En décembre 2014, Citigroup vend ses activités dans la banque de détail au Japon, qui comprend 1 600 salariés, à Sumitomo Mitsui Financial Group pour environ l'équivalent de 333 millions de dollars.
En mars 2015, Citigroup vend sa filiale OneMain Financial spécialisée dans les crédits hypothécaires pour 4,25 milliards de dollars à Springleaf,. Le même mois, Citigroup annonce la vente de sa participation de 10 % dans la banque turque Akbank pour 1,2 milliard de dollars. En parallèle, Citigroup vend également ses activités au  Nicaragua à Grupo Financiero Ficohsa et ses activités de cartes de crédit au Japon à Sumitomo Mitsui Financial Group pour environ 40 milliards de yen, soit 335 millions de dollars. En juillet 2015, Scotiabank acquiert les activités de banque de détail de Citigroup au Panama et au Costa Rica passant dans les deux pays de 137 000 clients à  387 000. En août 2015, Citigroup vend ses activités de services d'investissement alternatif pour 425 millions de dollars à SS&C Technologies. En septembre 2015, Citigroup vend ses activités de banque de détail en Hongrie à Erste Group pour un montant non-déclaré. En septembre 2015, Raiffeisen Bank acquiert les activités de banque de détail de Citigroup en Tchéquie pour un montant non dévoilé.
En octobre 2016, Itaú Unibanco annonce l'acquisition des activités brésiliennes de Citigroup pour 220 millions de dollars. En mai 2017, LSE annonce l'acquisition de Yield Book, filiale de Citigroup, pour 685 millions de dollars. En septembre 2020, Citigroup annonce le remplacement de Michael Corbat par Jane Fraser au poste de PDG, début 2021. Elle deviendra la toute première femme à diriger une grande banque de Wall Street.
En 2020, la banque verse par erreur 900 millions de dollars à plusieurs fonds d'investissements.
En avril 2021, Citigroup annonce se retirer de la banque de détail dans 13 pays à savoir l'Australie, le Bahreïn, la Chine, l'Inde, l'Indonésie, la Corée du Sud, la Malaisie, les Philippines, la Pologne, la Russie, Taïwan, la Thaïlande et le Vietnam.
En janvier 2022, United Overseas Bank annonce l'acquisition des activités de banque de détail de Citigroup en Malaisie, Indonésie Thaïlande et au Vietnam, incluant 24 agences et 5 000 employés, pour 3,7 milliards de dollars. En janvier 2022, DBS annonce l'acquisition pour 700 millions de dollars des activités de banque de détail de Citigroup à Taïwan, regroupant 3 500 salariés. En avril 2022, Citigroup annonce la vente de ses activités au Bahreïn à Ahli United Bank BSC pour un montant non dévoilé. En août 2022, Citigroup annonce se désengager de ses activités en Russie, après n'avoir pas réussi à les vendre. Ce retrait se termine en septembre 2024, avec une perte associée de 1,6 milliard de dollars.
En janvier 2024, Citigroup annonce la suppression de 20 000 emplois dont 7 000 en 2024,.

## Principaux actionnaires
Au 14 janvier 2020 :
| The Vanguard Group               | 8,13 % |
| SSgA Funds Management            | 4,58 % |
| BlackRock Fund Advisors          | 2,55 % |
| Fidelity Management & Research   | 2,24 % |
| Harris Associates (en)           | 1,63 % |
| Massachusetts Financial Services | 1,53 % |
| Geode Capital Management         | 1,47 % |
| Invesco Advisers                 | 1,38 % |
| Northern Trust Investments       | 1,36 % |
| ValueAct Capital Management      | 1,28 % |

## Filiales

### Mars 2009
En mars 2009, Citigroup compte les filiales suivantes
- Citibank, fournisseur de produits bancaires
- Banamex, la plus grande banque mexicaine
- Banco Cuscatlan, la plus grosse banque du Salvador
- Banco Uno, la plus grande agence de cartes de crédit en Amérique centrale
- Citimortgage, prêts hypothécaires
- CitiInsurance, assureur
- Citicapital, services financiers institutionnels
- Citifinancial, produits financiers tels les subprimes
- Citigroup Alternative Investments, gestion des richesses mondiales
- Diners Club, cartes de crédit
- Primerica, vente directe de services financiers
- Smith Barney, services d'investissements, vente de services de courtage, services à des clients privés, et anciennement la marque utilisée par la banque d'investissement
- CitiCards, cartes de crédit
- Credicard / Credicard Citi, cartes de crédit d'affaires au Brésil

## Entreprises absorbées par Citigroup
- City Bank of New York 1812 (entreprise fondatrice)
- Farmers’ Fire Insurance Loan Company 1822
- Merchants Exchange Bank in the City of New York 1829
- First National Bank of the City of New York 1863
- The Travelers Life and Accident Insurance Company 1864
- Kuhn, Loeb & co 1867
- Charles D. Barney & Co. 1873
- Ferdinand Salomon 1880
- Hayden Stone & Co. 1892
- Rhoades & Co. 1898
- Shearson Hammill & Co. 1902
- E.F. Hutton & Co. 1904
- Salomon Brothers 1910
- Commercial Credit 1912
- First National Bank en 1955
- Carter, Berlind, Potoma & Weill 1960
- Golden State Bancorp et California Federal Bank 2002
- First American Bank of Bryan, Texas 2004

## Sources
- (en) Cet article est partiellement ou en totalité issu de l’article de Wikipédia en anglais intitulé « Citigroup » (voir la liste des auteurs).